# John W. Carr
John William Carr (* 26. März 1874 im Fayette County, Iowa; † 14. Juni 1932 in Jamestown, North Dakota) war ein US-amerikanischer Politiker. Zwischen 1929 und 1932 war er Vizegouverneur des Bundesstaates North Dakota.

## Werdegang
John Carr besuchte die öffentlichen Schulen in Iowa und dann in North Dakota. Nach einem anschließenden Jurastudium an der University of Minnesota sowie an der University of North Dakota und seiner 1901 erfolgten Zulassung als Rechtsanwalt begann er in Jamestown in diesem Beruf zu arbeiten. Gleichzeitig schlug er als Mitglied der Republikanischen Partei eine politische Laufbahn ein. Über einen Zeitraum von 17 Jahren gehörte er dem Bildungsausschuss von Jamestown an; zwei Jahre lang saß er im dortigen Stadtrat. Anschließend war er zunächst stellvertretender und dann bis 1928 eigentlicher Staatsanwalt im Stutsman County. Zwischen 1923 und 1928 war er Abgeordneter im Repräsentantenhaus von North Dakota, als dessen Präsident er seit 1926 in der Nachfolge von Ben C. Larkin fungierte.
1928 wurde John W. Carr an der Seite von George F. Shafer zum Vizegouverneur von North Dakota gewählt. Dieses Amt bekleidete er zwischen 1929 und seinem Tod am 14. Juni 1932. Dabei war er Stellvertreter des Gouverneurs und Vorsitzender des Staatssenats. Zum Zeitpunkt seines Todes befand er sich in den Gouverneursvorwahlen für North Dakota. Er war mit Marie Remmen verheiratet, mit der er vier Kinder hatte.